# راه بازگشت (فیلم ۲۰۱۰)
راه بازگشت (به انگلیسی: The Way Back) یک فیلم درام و بقا محصول سال ۲۰۱۰ و به کارگردانی پیتر ویر و نویسندگی ویر و کیث کلارک است. نمایشنامه نیز از کتابی با عنوان «پیاده‌روی طولانی» (۱۹۵۶)، به قلم اسلاوومیر راویکز، یکی از اسیران جنگی لهستانی در اردوگاه گولاگ شوروی الهام گرفته شده‌است. راه بازگشت راجع به گروهی از زندانیانی است که از اردوگاه گولاگ در سیبری در خلال جنگ جهانی دوم گریختند. مسیر منطقی برای فرار، حرکت به سمت ساحل شرقی اقیانوس آرام با طی کردن مسافتی حدود ۲۵۰۰ کیلومتر و سوار شدن بر کشتی یا قایقی که احتمالاً پیدا می‌شد و رسیدن به ژاپن بوده‌است، ولی گروه مسیر جنوب را با طی کردن ۶۵۰۰ کیلومتر انتخاب کردند. در این فیلم جیم استرجس در نقش یانوش، کالین فارل در نقش والکا، اد هریس در نقش آقای اسمیت، سیرشا رونان در نقش ایرنا، الکساندو پوتوسن در نقش توماس، سباستین اورزندوسکی در نقش کازیک، گوستاف اسکارشگورد در نقش ووس، دراگوس بوچور در نقش زوران، و مارک استرانگ در نقش خانباروف ایفای نقش می‌کنند. این فیلم نامزد دریافت جایزه اسکار بهترین چهره‌پردازی و آرایش مو شد.
راه بازگشت از تلویزیون دولتی ایران، شبکه نمایش در تاریخ ۱۱ فروردین ۱۳۹۱ هجری خورشیدی پخش شد.

## داستان
در سال ۱۹۳۹ یانوش، سربازی لهستانی که در جریان اشغال لهستان توسط شوروی به اسارت درآمده است، توسط افسر ارتش سرخ مورد بازجویی قرار می‌گیرد. یانوش در ابتدا جرم خود را نپذیرفت؛ لذا همسرش را تحت شکنجه به اتاقش آوردند و او را مجبور کردند تا علیه یانوش حرف بزند. یانوش به ۲۰ سال حبس در گولاگ محکوم شد.
در کمپ گولاگ در سیبری، یانوش با یک مهندس مترو آمریکایی به نام آقای اسمیت، یک قاتل بی‌رحم روس به نام والکا، با آشپز گروه که هنرمند نیز هست به نام توماس، یک لهستانی شب کور به نام کازیک، یک کشیش اهل لیتوانی به نام ووس، و یک حسابدار یوگوسلاو به نام زوران آشنا می‌شود. خانباروف یانوش را از نقشه فرار خود مطلع می‌کند. مسیر فرار او از راه جنوب و گذشتن از دریاچه بایکال طراحی شده بود. اسمیت به یانوش گفت نقشه فرار خانباروف بیشتر به خواب و خیال شبیه‌است و برای روحیه دادن به خودش است ولی اسمیت خیال داشت نقشه او را عملی کند. بعد از آن که به کار در معدن محکوم شدند، یانوش تصمیم گرفت نقشه فرار را در کولاک شبی برفی اجرا کند و گروه با هم فرار کردند. در شب نخست، کازیک به علت شب کوری گم شد و در نهایت بر اثر سرمازدگی جانش را از دست داد. جنازه‌اش صبح روز بعد توسط اعضای گروه پیدا و به خاک سپرده شد. بر قبرش یانوش گفت: «در این مکان مردی آزاد مرده‌است».
بعد از گذشت ۴ تا ۵ هفته، گروه ناامید گم شد و در دره‌ای بزرگ اتراق کردند. یانوش برای کسب اطلاع از موقعیت و یافتن دریاچه بایکال به گشت زنی پرداخت. بعد از سه روز سفر سخت و طاقت فرسا، او توانست سواد دریاچه را از فراز تپه‌ای مشاهده کند. وقتی به گروه رسید از فرط خستگی در شرف موت بود. در حال گذر از دریاچه، گروه با دختری لهستانی به نام ایرنا آشنا می‌شوند. او به آن‌ها می‌گوید از مزرعه کار اجباری فرار کرده و اهل روستایی حوالی ورشو است و پدر و مادرش توسط سربازان روسی به قتل رسیده‌اند. اسمیت متوجه دروغگویی او شد زیرا ورشو در آن زمان در اشغال آلمان نازی بود و هنوز در اختیار روس‌ها نبود؛ ولی اسمیت او را بخشید بشرطی که دیگر دروغ نگوید. سرانجام ایرنا گفت او همراه با پدر و مادرش با عقاید کمونیستی وارد شوروی شده‌اند ولی در نهایت به عنوان جاسوس دستگیر شدند.
سپس گروه به مرز روسیه و مغولستان رسید. همه از مرز رد شدند ولی والکا در روسیه ماند، زیرا علی‌رغم زندانی بودنش، او روسیه را سرزمین خود و ژوزف استالین را یک قهرمان می‌دانست. گروه در خاک مغولستان مدتی پیشروی کرد ولی در راه با سردری بلند مواجه شدند که عکس ژوزف استالین، یک ستاره قرمز، خرلوگین چویبالسان و دو دست به هم گره خورده بر آن نقش بسته بود. از این تصاویر می‌شد حدس زد که مغولستان نیز منطقه‌ای کمونیستی شده و آن‌ها در این‌جا نیز در امنیت نیستند. چین کمونیست نیز جای امنی برای ایشان نبود لذا نزدیکترین جای امن برای آنان هندوستان بود. برای همین گروه از میان صحرای برهوت گبی راه جنوب را در پیش گرفت.
همین‌طور که گروه در صحرا به جلو می‌رفت، گروه تشنه و تشنه تر می‌شد. ذخیره آب آنان تمام شده بود و در چند قدمی مرگ قرار داشتند. اسمیت در سمت مشرق سرابی دید و به یانوش اطلاع داد ولی کسی حرف او را قبول نکرد و حاضر نشدند مسیر خود را به سوی سراب تغییر دهند. کم‌کم سایر اعضای گروه نیز سراب را دیدند و دیوانه وار به سوی آن دویدند و در کمال ناباوری به واحه‌ای رسیدند که چاه آبی در خود داشت. بعد از سیراب شدن تا آنجا که امکان داشت با خود آب برداشته و ادامه مسیر دادند. سپس به طوفان شن برخورد کردند و بعد از آن بود که ذخیره آب آن‌ها به اتمام رسید و ایرنا در اثر آفتاب زدگی و بی‌آبی مرد. نفر بعدی توماس بود که در اثر تشنگی جان خود را از دست داد. در اواخر مسیر صحرای گبی، اسمیت امید خود را از دست داد و از ادامه مسیر صرف نظر کرد. یانوش سایر اعضای گروه را به سوی تپه‌های سنگی که در دوردست دیده می‌شدند فرستاد و خود در کنار اسمیت باقی‌ماند. اسمیت به یانوش گفت از آنجایی که او پسرش را به روسیه آورده نمی‌تواند خود را ببخشد و برای همین همواره خود را زجر می‌دهد. یانوش گفت همسرش نیز به علتی مشابه که نمی‌تواند خود را ببخشد دائم خودش را آزار می‌دهد ولی من روزی نزد او رفته و او را خواهم بخشید؛ لذا به اسمیت توصیه کرد که او نیز خود را ببخشد.
هنگام شب که زوران و ووس پای تپه‌ها رسیده بودند و آتش برپا کرده بودند یانوش که زیر بغل اسمیت را گرفته بود به آن‌ها ملحق شدند. صبح روز بعد موفق شدند به نهر آبی برسند و خود را سیرآب سازند. هنگامی که به رشته کوه‌های هیمالیا رسیدند، گروهی از مردان تبتی به آنان پناه دادند و تیمارشان کردند ولی گوشزد نمودند که گذشتن از کوهستان تا فبل از فرارسیدن بهار غیرممکن است. علی‌رغم اخطار تبتی‌ها، اسمیت مایل بود هرطور شده خود را به شهر لهاسا، پایتخت تبت برساند تا در آنجا به گروهی از سربازان آمریکایی بپیوندد؛ لذا از گروه جدا شده و پنهانی در هوای برفی راه کوهستان را در پیش گرفت. سایر اعضای گروه بدنبال او راه افتادند. بعد از گذر از مرز نپال- هندوستان، با استقبال گرم اهالی شمال هندوستان و مقامات محلی قرار گرفتند.
نمای پایانی فیلم لحظه‌ای را به نمایش می‌گذارد که یانوش بعد از ۵۰ سال دوری به خانه خود بازگشته و همسرش که اکنون پیر و سالخورده شده را ملاقات می‌کند، در سال ۱۹۸۹، زمانی که کمونیسم در شرق اروپا در حال فروپاشی است.

## بازیگران
- جیم استرجس در نقش یانوش وی یسکز، زندانی لهستانی
- کالین فارل در نقش والکا، زندانی سنگدل روسی
- اد هریس در نقش آقای اسمیت، زندانی آمریکایی
- سیرشا رونان در نقش ایرنا، دختر نوجوان بی خانمان لهستانی
- الکساندرو پوتوچئان در نقش توماس
- سباستین اورزندوسکی در نقش کازیک
- گوستاف اسکارشگورد در نقش ووس
- دراگوس بوچور در نقش زوران
- مارک استرانگ در نقش خانباروف
- زاخاری باخاروف
- دراگوش بوکور

## پس زمینه
این فیلم برداشتی از کتاب «پیاده‌روی طولانی» (۱۹۵۶)، اثر اسلاوومیر راویکز است. فردی که با فرار از گولاگ و طی کردن ۶۵۰۰ کیلومتر تا هندوستان توانست آزادی خود را بیابد. این کتاب با استقبال عمومی مواجه شد و بیش از ۵۰۰ هزار نسخه از آن به فروش رسید؛ و الهام بخش بسیاری از محقق‌ها و کاوشگران بود. در سال ۲۰۰۶ بی‌بی‌سی مدارکی را افشا نمود که نشان می‌داد علاوه بر اقدام به فرار که نویسنده کتاب انجام داده‌است، وی در سال ۱۹۴۲ توسط اتحاد جماهیر سوسیالیستی شوروی از گولاگ آزاد شده‌است. در ماه مه سال ۲۰۰۹ یکی از سربازان سابق لهستانی جنگ جهانی دوم به نام ویتولد گلینسکی که هم‌اکنون در انگلستان زندگی می‌کند، ادعا نمود پایه و اساس ماجرای این داستان واقعی بوده‌است، اما در واقع ولی برای خودش، نه راویکز. ادعای گلینسکی نیز به‌طور جدی مورد ابهام قرار گرفت. بعد از طرح ابهامات راجع به اینکه آیا پیاده‌روی طولانی اصلاً رخ داده یا خیر، پیتر ویر – کارگردان فیلم – می‌گوید: راه بازگشت تنها یک فیلم افسانه‌ای است.
صرف نظر از این که پیاده‌روی طولانی حقیقت دارد یا نه، فرارهای مشابهی از اردوگاه‌های کمونیستها توسط زندانیان لهستانی با تحمل مشقت‌های بسیار صورت گرفته‌است که نمونه‌های آن را می‌توان در بایگانی انستیتوی لهستان و موزه سیکورسکی در لندن، و نیز در انستیتوی هوور، دانشگاه استنفورد در کالیفرنیا یافت. کتاب‌هایی نیز مبنی بر شرح این‌گونه فرارها در انگلستان منتشر شده که قابل قبول و منطقی ترند از قبیل مایکل کروپا و گورهای کم عمق در سیبری.

### فیلمبرداری
فیلمبرداری از صحنه‌های این فیلم در کشورهای بلغارستان، مراکش و هندوستان صورت گرفته‌است.

## جوایز
- کاندیدای اسکار بهترین چهره‌پردازی و آرایش مو